# Celsiella
Celsiella – rodzaj płazów bezogonowych z podrodziny Hyalinobatrachinae w rodzinie szklenicowatych (Centrolenidae).

## Zasięg występowania
Rodzaj obejmuje gatunki znane tylko z Cerro El Humo, Sucre i Dystryktu Federalnego w Wenezueli.

## Systematyka

### Etymologia
Celsiella: Josefa Celsa Señaris „Celsi” (ur. 1965), wenezuelska herpetolożka; łac. przyrostek zdrabniający -ella.

### Podział systematyczny
Do rodzaju należą następujące gatunki:
- Celsiella revocata (Rivero, 1985)
- Celsiella vozmedianoi (Ayarzagüena & Señaris, 1997)